# Jan Karel Eduard Koolhaas Aarinksen
Jan Karel Eduard Koolhaas Aarinksen (Middelburg,  21 juni 1841- Arnhem, 1 juli 1906) was een Nederlands violist.
Hij werd geboren binnen het gezin van horlogemaker Jan Koolhaas Aarinksen en Wilhelmina Margaretha Hanna Geertruida Hoefhamer. Hijzelf was in 1872 getrouwd met Johanna Henriette Aleida van Berck Weinhagen.
Hij werd opgeleid door Abraham Izaak van Emden uit Emden (Nedersaksen), toen muziekmeester en kapelmeester van de schutterij te Middelburg. Zijn eerstbekende concert vond plaats op 22 januari 1857, alwaar hij enkele vioolsoli ten gehore bracht. Vanaf eind jaren zestig van de 19e eeuw was hij in Arnhem te vinden. Hij gaf er talloze concerten, waarbij zijn “amateurschap” nauwelijks opviel tussen de beroepsmusici. Hij gaf samen met Fredrik Willem Meijroos, de broer van Hendrik Arnoldus Meijroos muzieklessen in en om Arnhem, uitlopend op een muziekschool.
Hij was violist in het Arnhemse strijkkwartet en -sextet. Hij was tweede violist bij het Concertorkest St. Caecilia in Arnhem. Hij was dirigent/kapelmeester van het Gelderse Broederschap en de Arnhemsche Dilettanten Vereeniging, een financieel concurrent van het Arnhemsche Orkest Vereeniging in hun beginjaren. In 1905 werd het ineens stil rond deze violist en dirigent. Hij stierf na een lang ziekbed.
Enkele concerten:
- 19 januari 1864: Middelburg: Liefdadigheidsconcert ten behoeve weduwen en kinderen van omgekomen vissers uit Arnemuiden
- 10 augustus 1866: Arnhem, Musis Sacrum: hij speelde samen met onder andere Hendrik Arnold Meijroos op een concert ten bate van de choleraslachtoffers in die stad
- april 1884: Leeuwarden: Harmoniezaal: uitvoering van het septet van Camille Saint-Saëns met onder andere Albert Kwast en Fredrik Meijroos